# Amt Horrem
Das Amt Horrem war ein Amt im Kreis Bergheim (Erft) in der preußischen Rheinprovinz und in Nordrhein-Westfalen. Es ging aus der Bürgermeisterei Sindorf bzw. dem Amt Sindorf hervor. Das Gebiet des Amtes gehört heute zur Stadt Kerpen im Rhein-Erft-Kreis.

## Bürgermeisterei Sindorf
Von 1798 bis 1814 standen alle linksrheinischen Gebiete unter französischer Herrschaft. Während dieser Zeit wurde nach französischem Vorbild die Mairie Sindorf eingerichtet, die zum Kanton Kerpen im Arrondissement Köln des Rur-Departements gehörte. Nachdem das Rheinland 1814 an Preußen gefallen war, wurde aus den Mairie die preußische Bürgermeisterei Sindorf, die 1816 zum neuen Kreis Bergheim kamen. 
Die Bürgermeisterei Sindorf bestand aus den beiden Gemeinde Sindorf und Hemmersbach. Die Gemeinde Hemmersbach wurde am 3. April 1907 in Horrem umbenannt.

## Amt Sindorf
Am Ende des Jahres 1927 wurde die Bezeichnung aller rheinischen Landbürgermeistereien in „Amt“ geändert. Die Bürgermeisterei Sindorf hieß nun Amt Sindorf .

## Amt Horrem
Am 24. März 1938 wurde das Amt Sindorf in Amt Horrem umbenannt.
Durch das Köln-Gesetz wurde das Amt Horrem am 1. Januar 1975 aufgelöst. Die Gemeinden Horrem und Sindorf wurden Teil der Stadt Kerpen.

## Einwohnerentwicklung
| Jahr | Einwohner | Quelle |
| ---- | --------- | ------ |
| 1843 | 02.249    | [ 4 ]  |
| 1871 | 01.845    | [ 5 ]  |
| 1885 | 02.723    | [ 6 ]  |
| 1910 | 04.386    | [ 7 ]  |
| 1925 | 05.533    | [ 8 ]  |
| 1939 | 06.766    | [ 9 ]  |
| 1950 | 09.094    | [ 10 ] |
| 1961 | 11.143    | [ 10 ] |
| 1970 | 14.539    | [ 10 ] |

## Amtsbürgermeister
- um 19530000Joseph Ort
- 1956–197400Heinz Wassen